# George Nussbaumer
George Nussbaumer (* 23. Mai 1963 in Dornbirn) ist ein österreichischer Soul- und Gospelsänger, Pianist und Komponist. Er wohnt in Alberschwende, seit seiner Geburt ist er blind. Aufgrund seiner Stimme wird er als „schwärzeste Stimme Österreichs“ bezeichnet.
George Nussbaumer begleitet sich meist selbst am Klavier oder singt zusammen mit Bernie Weber und Markus Kreil. Er ist auch am Randy-Newman-Projekt mit Manfred Maurenbrecher und Richard Wester beteiligt.

## Werdegang
Bereits als Kind wollte Nussbaumer Musiker werden. Mit 16 Jahren spielte er erstmals in einer Band namens „Die Asphalt Blues Company“ in Bern. Als 18-Jähriger übersiedelte er nach Wien, wo er eine Ausbildung zum Heilmasseur absolvierte. Er bekam damals von einem Freund sein erstes eigenes Klavier geschenkt und wollte von der Musik leben können.
In den 1980er Jahren nahm Nussbaumer an einem Wettbewerb teil, der als ersten Preis die Produktion einer eigenen Single in Aussicht stellte. Er gewann zwar den Wettbewerb, der Veranstalter wollte jedoch plötzlich nichts mehr von der Single-Produktion wissen. Über Umwege kam sie dann doch noch zustande und wurde 1984 mit dem Titel Love Me Pretty Woman veröffentlicht.
Seit 1988 führt Nussbaumer als Berufsbezeichnung „Musiker“ an.
1992 brachte er mit Hilfe von Sponsoren in eigener Produktion sein erstes Album namens Voices Live heraus. Nach dem großen Erfolg des ersten Albums veröffentlichte er 1993 ein zweites Album mit dem Namen You Know What I Mean?.
1996 erlangte er mit der Beteiligung am Eurovision Song Contest, wo er mit dem Song Weil’s dr guat got den 10. Platz belegte, internationale Berühmtheit. Er war somit der erste, der beim Eurovision Song Contest mit einem Dialektlied erfolgreich war.
1996 und 1999 veröffentlichte Nussbaumer zwei weitere Alben namens Crazy But I Do und The Love Within. In dieser Zeit trat er nicht nur in kleinen Solo-Konzerten, sondern unter anderem auch im Vorprogramm von Joe Cocker, B.B. King, Willy DeVille und Dr. John auf.
Ab 1999 moderierte er auf dem privaten Radiosender Antenne Vorarlberg seine eigene, auf Soul & Blues ausgerichtete Radiosendung. Nach der Einstellung der Sendung wurde er die Station-Voice des Senders.
2019 trat er auch zusammen mit Philipp Lingg auf.
Am 23. Jänner 2021 stellte er live aus dem Landesstudio Vorarlberg sein neues Album coronabedingt nur auf TV und im Livestream vor.

## Auszeichnungen
- 2018 wurde George Nussbaumer mit dem Toni-Russ-Preis ausgezeichnet.[5]

## Diskografie

### Alben
- 1992 Voices Live
- 1993 You Know What I Mean?
- 1996 Crazy But I Do
- 1999 The Love Within
- 2003 Homegrown – Nussbaumer Weber Kreil
- 2004 The Alwyn Sessions – Nussbaumer Weber Kreil
- 2009 Offroader
- 2015 Five Mess More
- 2021 Did Anybody Say It Would Be Easy

### Singles
- 1984 Love Me Pretty Woman
- 1996 Weil’s dr guat got